# Большой гипостильный зал
Большой гипостильный зал — главная колоннада храмового комплекса Карнака в пределах храма Амона-Ра. Гипостильный зал с 144 колоннами возведён архитектором Менхеперрасенебом при фараонах XIX династии Сети I и Рамсесе II (конец XIV — начало XIII века до н. э.). Большой гипостильный зал является одним из шедевров мировой архитектуры, самым большим в мире залом с каменным перекрытием (площадь 5,000 м2), а также одним из наиболее посещаемых монументов Древнего Египта.

## Название
Вопрос именования древними египтянами гипостильного зала остаётся дискуссионным в среде историков. Существует несколько предположений:
- ḥwt-nṯr — «храм»,
- wb3 — «передний двор», «теменос», «святилище» / «открытый» (что может указывать на доступ в зал всех обывателей в противопоставление понятию št3 — «закрытый»),
- wsḫt '3t — «большой просторный зал» (близкий к термину wsḫt ḥbyt),
- «место явлений», где появлялась не только священная барка, но также фараон.

## История

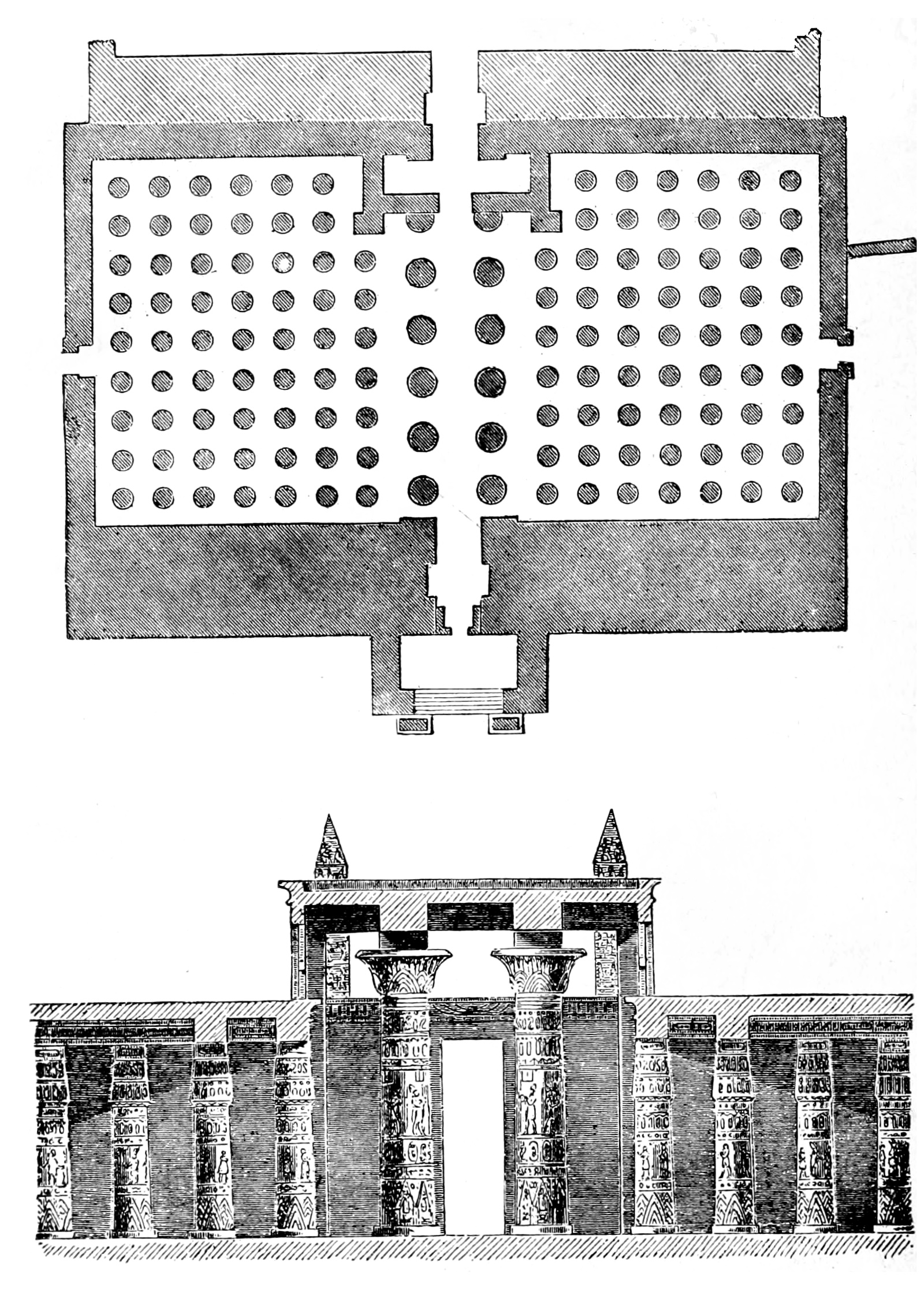
План Большого гипостильного храма

Зал построен не Хоремхебом или Аменхотепом III, как думали ранние исследователи, а Сети I. Украшения южного крыла закончил Рамсес II. Последующие фараоны добавляли надписи на стены и колонны.
При строительстве зала в фундаменте использовались талататы из Ахетатона.
Простой народ допускался только во двор храма, а в гипостильный зал попадали лишь избранные — высокие должностные лица, военачальники, писцы.
В 1899 году 11 колонн упали из-за размыва их основания грунтовыми водами. Жорж Легран (Georges Legrain), который был главным археологом в тех местах[где?], руководил их восстановлением (закончено в мае 1902 года).

## Архитектура
Крыша (до наших дней не сохранилась) поддерживалась с помощью 134 колонн по 16 рядов; 2 средних ряда выше остальных (10 метров в окружности и 24 метра в высоту).
Два средних ряда более высоких колонн, возведённых при Аменхотепе III, составляли нечто вроде главного нефа. 12 центральных колонн по 6 в два ряда высотой более 20 м увенчаны капителями в виде раскрытых цветков лотоса. Стены зала и колонны некогда украшались яркими рельефами.
На внешней стороне южной стены в честь Битвы при Кадеше записана «Поэма Пентаура», восхваляющая Рамсеса II с целью пропагандистского воздействия на широкие массы людей.

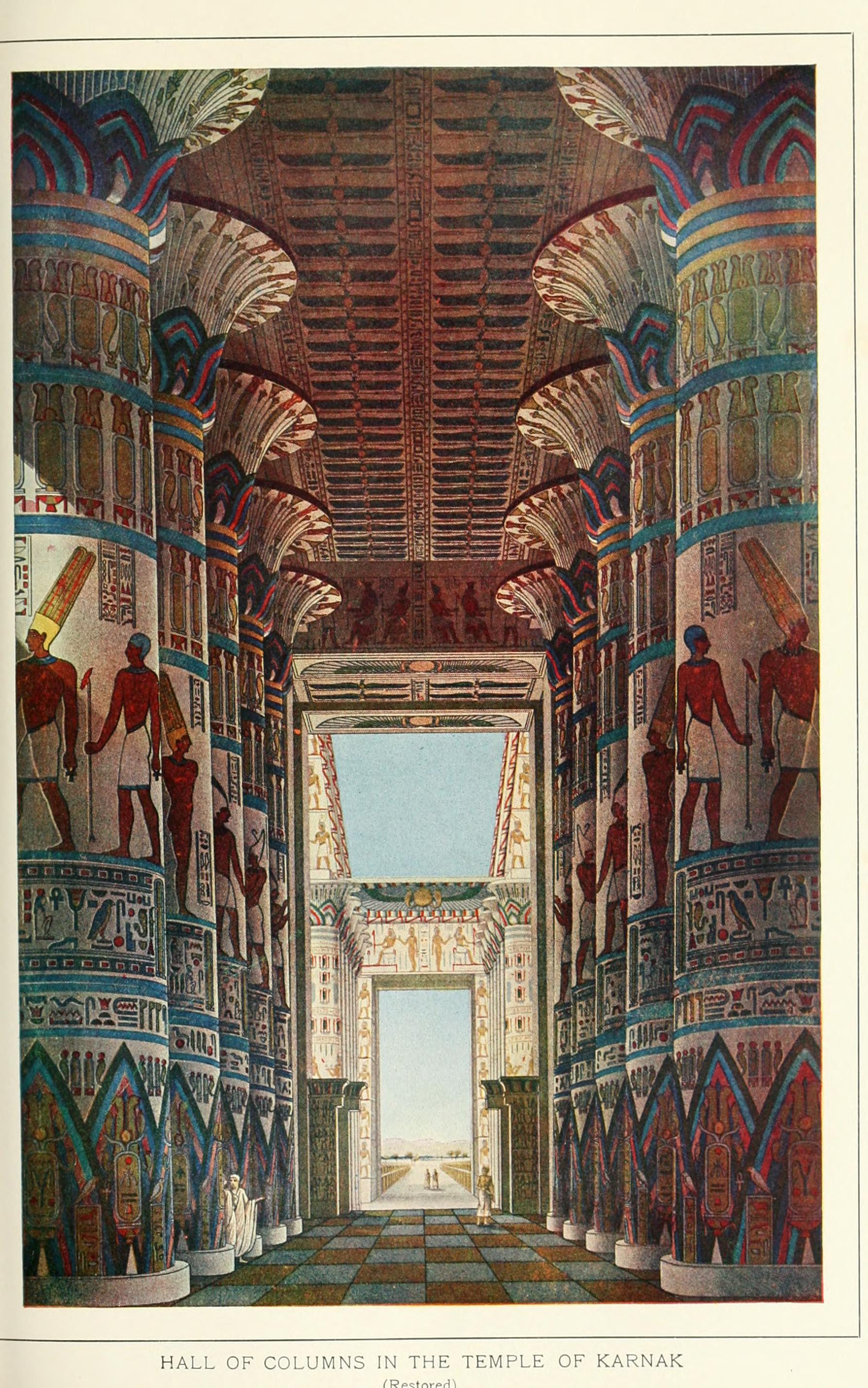
Реконструкция вида зала (1903)
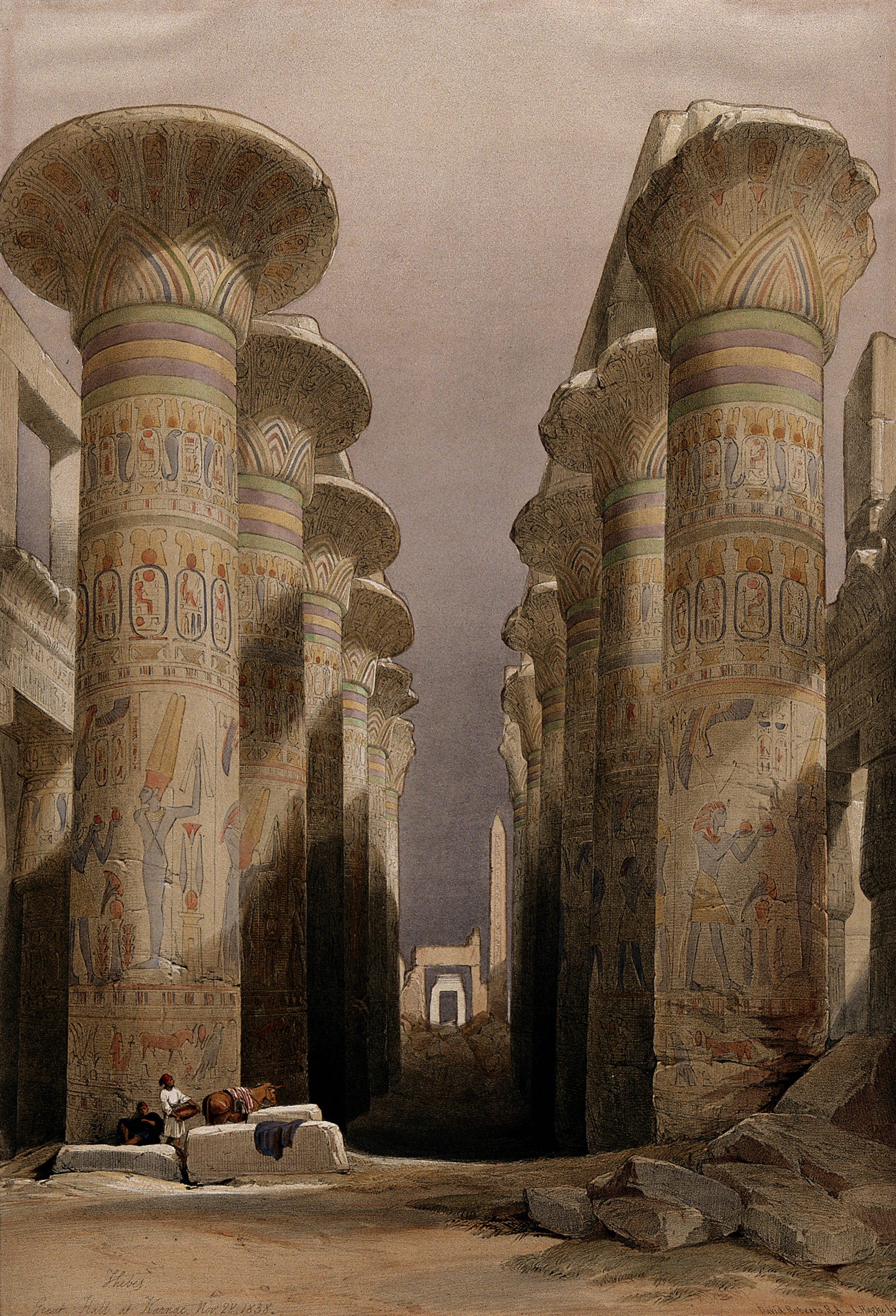
Зал в 1846 году на литографии Дэвида Робертса
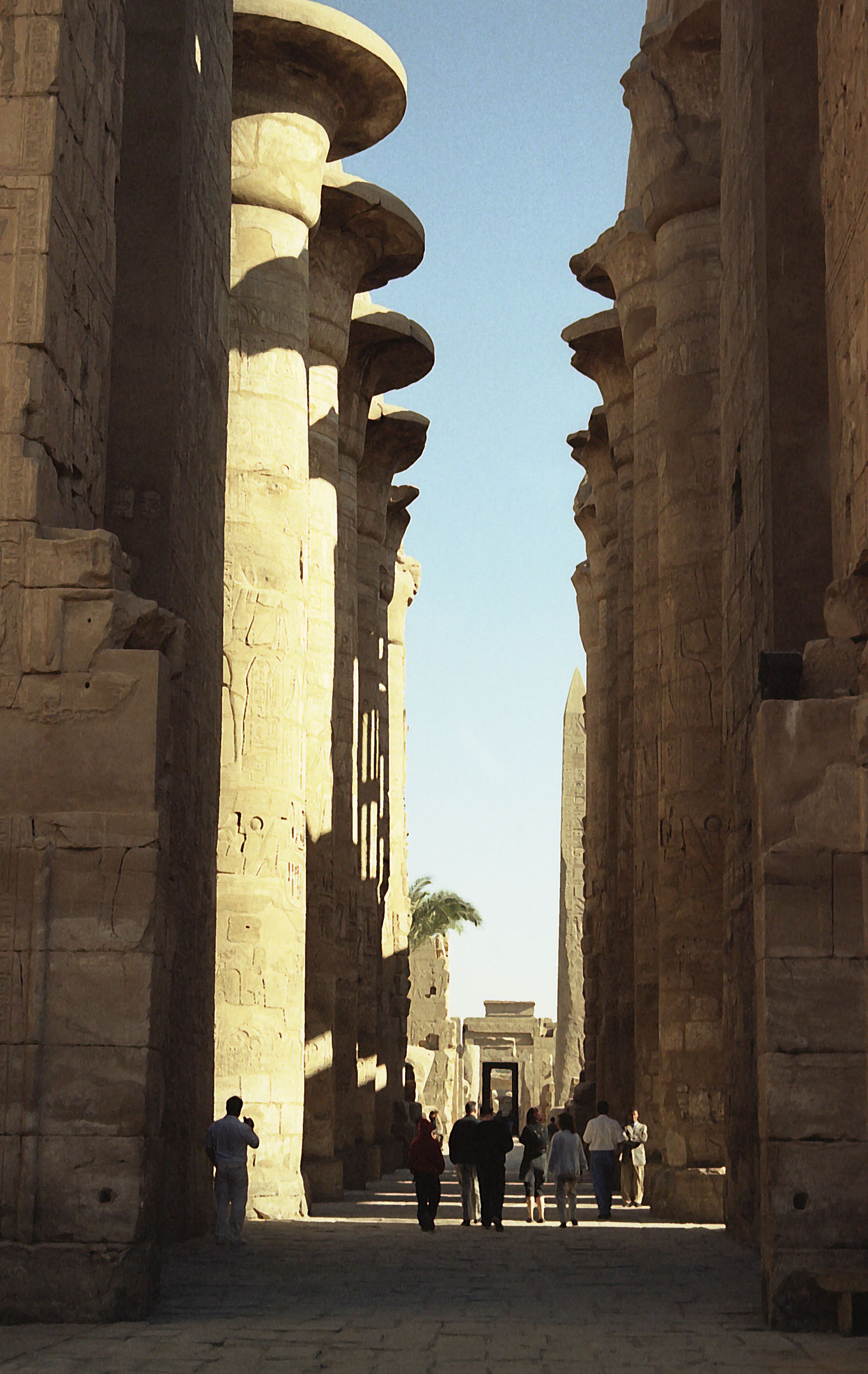
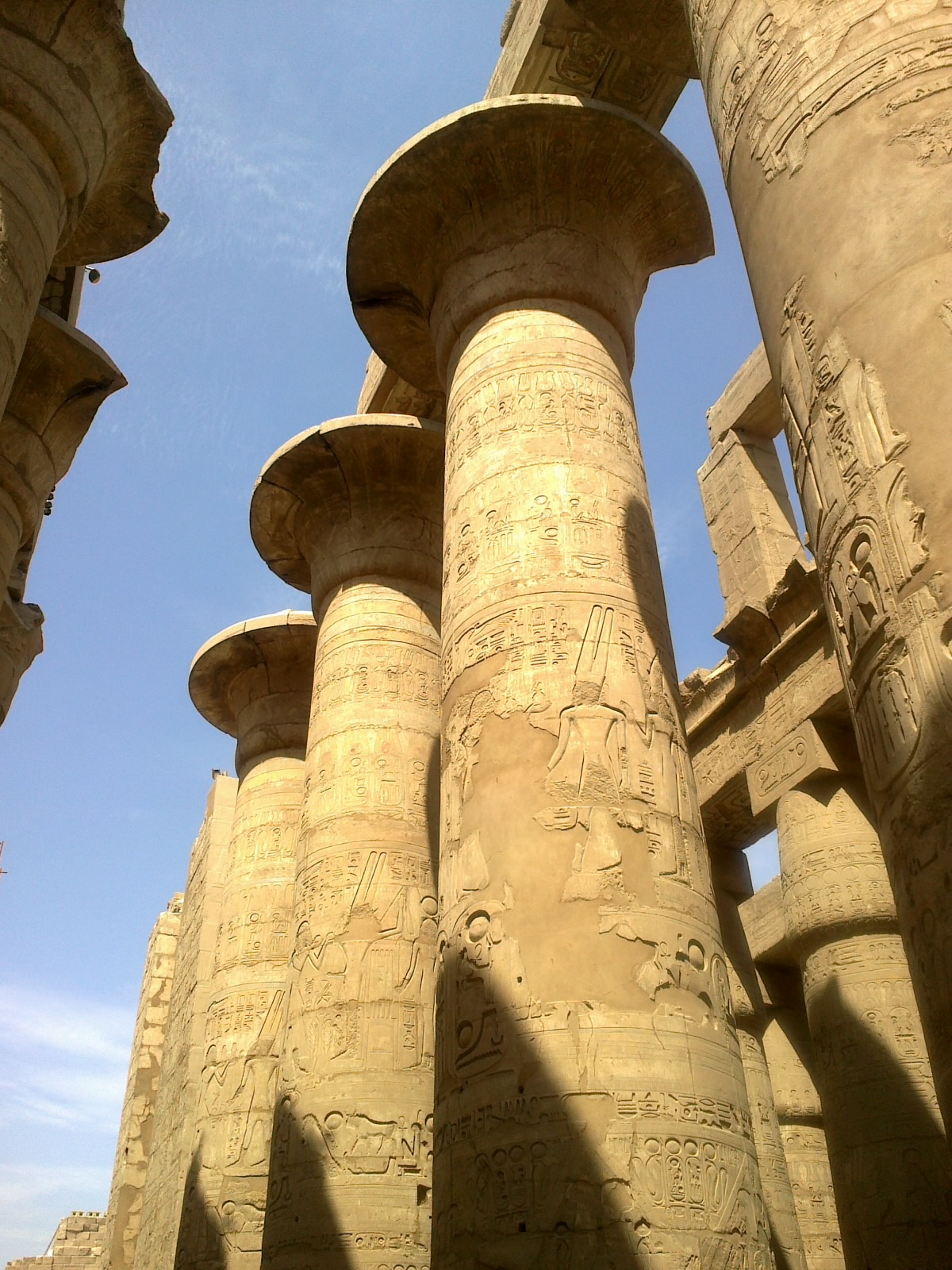
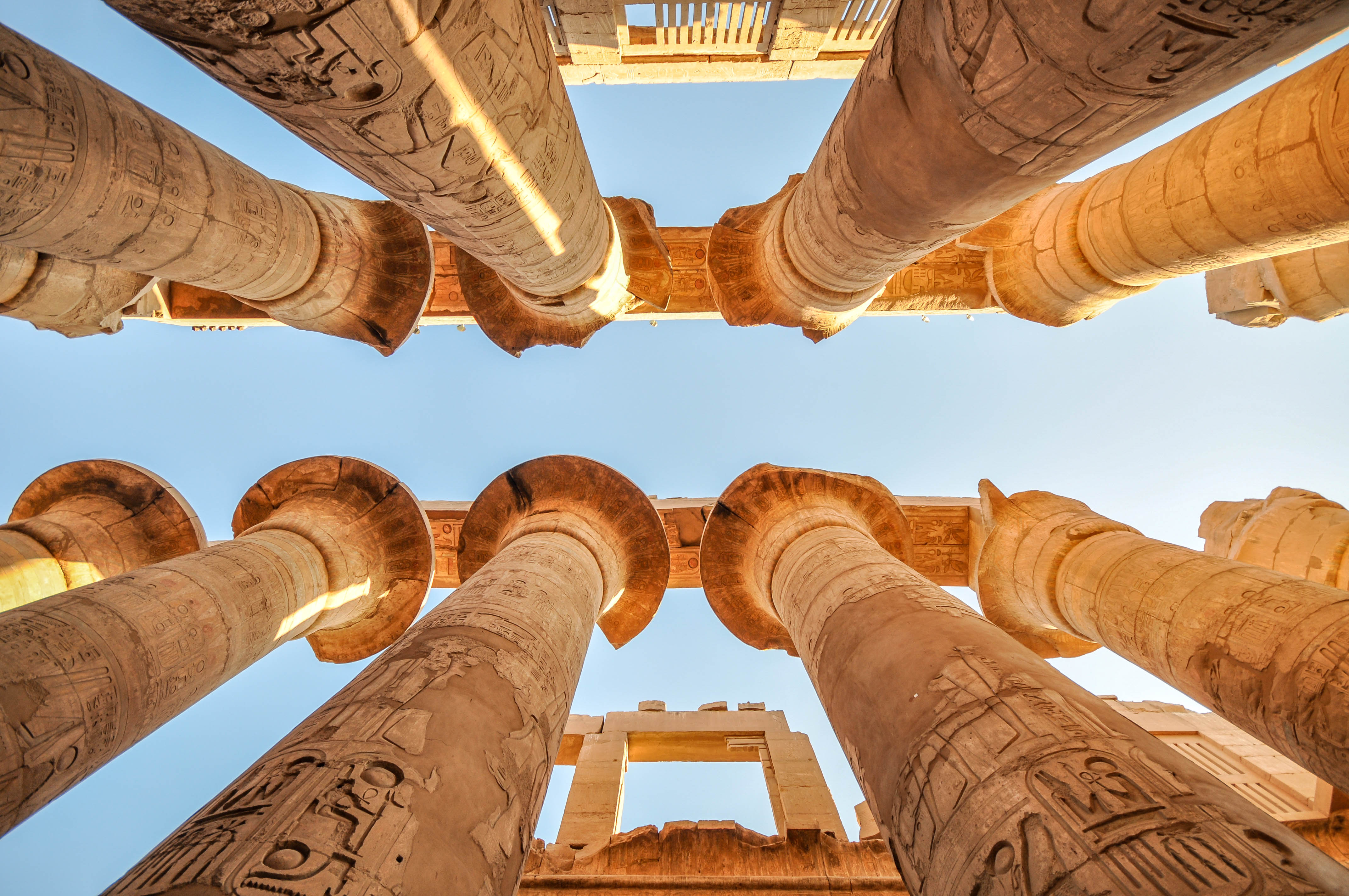
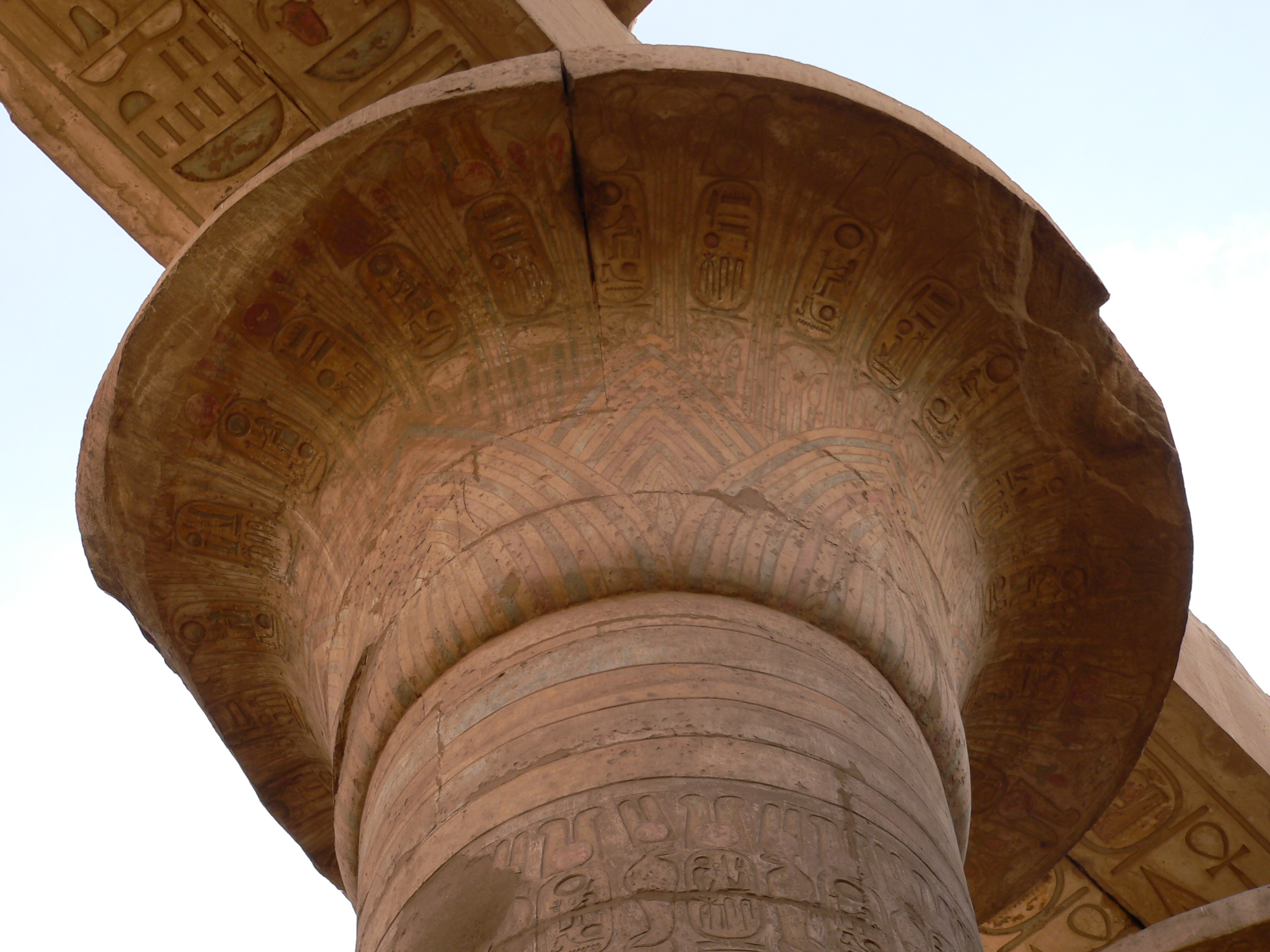
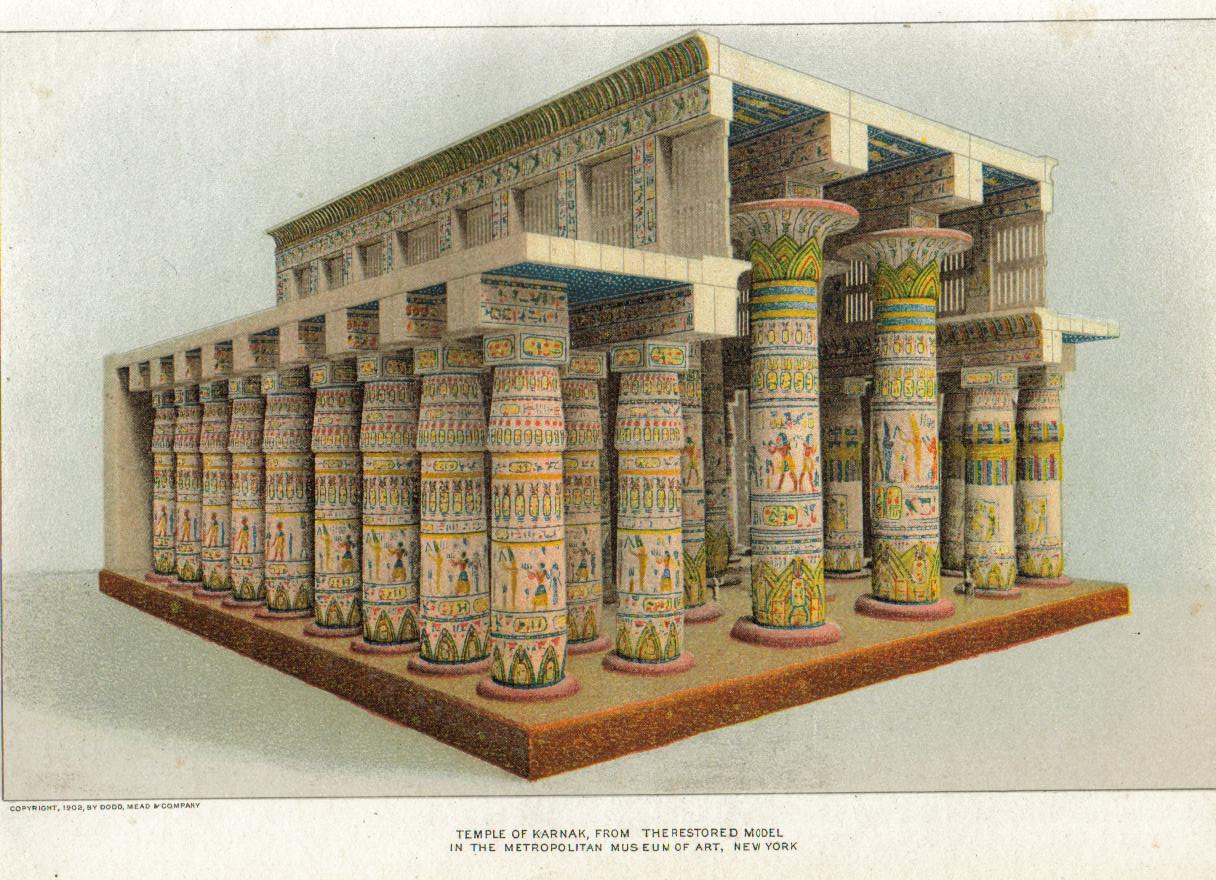
План гипостильного зала с более крупными центральными колоннами

## Комментарии
1. ↑  The Karnak copy is on the outside of the south wall of the great hypostyle hall.[6]